# Entosthodon bonplandii
Entosthodon bonplandii là một loài Rêu trong họ Funariaceae. Loài này được (Hook.) Mitt. mô tả khoa học đầu tiên năm 1869.